# John Jacob Astor V
Pour les autres membres de la famille, voir Famille Astor.
John Jacob Astor V (20 mai 1886, New York - 19 juillet 1971, Cannes), 1er baron Astor of Hever (en), est un militaire, homme politique et homme d'affaires britannique d'origine américaine.

## Biographie
Fils cadet de William Waldorf Astor, il a cinq ans lorsqu'il s'installe en Angleterre avec sa famille. Il suit ses études à Eton College et à New College (Oxford).
Il représente la Grande-Bretagne aux Jeux olympiques de 1908, dans la discipline du jeu de raquettes, et remporte la médaille d'or en double (avec Vane Pennell) et la médaille de bronze en simple.
Il fut également un joueur cricket et remporta le Roehampton Trophy (en) en 1911.
Il sert dans les Life Guards et comme aide de camp du baron Hardinge, vice-roi des Indes, entre 1911 et 1914. Il sert comme lieutenant-colonel de la British army durant la Première Guerre mondiale. En septembre 1918, près de Cambrai, il est gravement blessé à la jambe droite et devra plus tard être amputé.
Il hérite du château d'Hever en 1919.
Il a occupé le poste de Lieutenant de la Cité de Londres en 1926. Il est colonel honoraire du Kent and Sussex Royal Guard Artillery de 1927 à 1946 et colonel honoraire du 23e London Regiment de 1928 à 1949.
Il occupe les fonctions de Justice of the Peace du Kent de 1929 à 1962 et de Deputy Lieutenant du Kent de 1936 à 1962.
Astor est lieutenant-colonel du 5e bataillon, City of London (Home Guard), de 1940 à 1944.
Il est directeur du Great Western Railway de 1929 à 1946, de la Hambros Bank de 1934 à 1960 et de la Barclays Bank de 1942 à 1952, ainsi que président de Phoenix Insurance (en) de 1952 à 1958.
Il rachète The Times en 1922, à la suite du décès d'Alfred Harmsworth, et en assure la présidence. Il est président du General Council of the Press (en) de 1953 à 1956.
Se lançant dans la politique en 1922, il est alderman du London County Council de 1922 à 1932 et membre de la Chambre des communes pour Douvres de 1922 à 1945.
Il est créé baron Astor of Hever (en) le 21 janvier 1956.
En 1962, il quitte l'Angleterre pour s'installer en France.
Marié en 1916 à Violet Mary Elliot-Murray-Kynynmound (en), fille de Gilbert Elliot-Murray-Kynynmound (4e comte de Minto) et veuve de Charles George Francis Mercer Nairne Petty-Fitzmaurice (en), il est le père de Gavin Astor (1918-1984) et de John Astor (1923-1987).

## Décorations
- Chevalier de la Légion d'honneur[Quand ?]